# Metaxochóri (Lassíthi)
Metaxochóri, en grec moderne : Μεταξοχώρι, appelé Parsás (Παρσάς) jusqu'en 1950, est un village du dème d'Ierápetra, dans le district régional de Lassíthi, de la Crète, en Grèce. Selon le recensement de 2011, la population de Metaxochóri compte 12 habitants.
Le village est situé à une altitude de 560 m.

## Recensements de la population
| Recensements | 1900 | 1920 | 1928 | 1940 | 1951 | 1961 | 1971 | 1981 | 1991 | 2001 | 2011 |
| ------------ | ---- | ---- | ---- | ---- | ---- | ---- | ---- | ---- | ---- | ---- | ---- |
| Population   | 167  | 199  | 214  | 281  | 250  | /    | /    | 56   | /    | 55   | 12   |